# Josef Čapek (football)
Pour les articles homonymes, voir Josef Čapek et Čapek.
Josef Čapek (né le 1er août 1902 à Prague en Autriche-Hongrie, et mort le 5 mai 1983) est un footballeur international tchécoslovaque, qui jouait au poste d'attaquant.

## Biographie

### Carrière en club
Čapek joue de 1923 à 1927 avec le Slavia Praha, avec lequel il remporte la première édition du championnat de Tchécoslovaquie de football, en 1925.
Par la suite, le joueur évolue au SK Kladno, de 1927 à 1931.

### Carrière en équipe nationale
Josef Čapek reçoit 7 sélections et inscrit 8 buts en équipe de Tchécoslovaquie entre 1923 et 1926.
Il joue son premier match en équipe nationale le 1er juillet 1923 contre la Roumanie, et son dernier le 28 octobre 1926 contre l'Italie. Il inscrit deux buts contre la Roumanie, deux contre la Yougoslavie, et marque également un doublé contre l'Italie.
Čapek est sélectionné parmi les joueurs représentant la Tchécoslovaquie aux Jeux olympiques d'été de 1924. Lors du tournoi olympique, il joue deux matchs : le premier est une victoire 2-5 contre la Turquie. Le second est joué contre la Suisse. Le match est heurté : les Tchécoslovaques ouvrent le score mais sont finalement rejoints, après que Čapek soit expulsé par l'arbitre.